# Хельге Меув
Хельге Меув (нім. Helge Meeuw, 29 серпня 1984) — німецький плавець.
Призер Олімпійських Ігор 2004 року, учасник 2008, 2012 років.
Призер Чемпіонату світу з водних видів спорту 2003, 2009, 2011 років.
Призер Чемпіонату світу з плавання на короткій воді 2006 року.
Чемпіон Європи з водних видів спорту 2006 року, призер 2012 року.
Чемпіон Європи з плавання на короткій воді 2006 року, призер 2004, 2005, 2007, 2008 років.
Переможець літньої Універсіади 2007 року, призер 2009 року.